# Greene King
Greene King est une entreprise brassicole britannique. 
La société est cotée en bourse :  London Stock Exchange, SETS - Main Market - FTSE 250 / FTSE 350, FTSE All-Share sous le code GNK. 

## Activité
- Gestion de pubs et de restaurants : détention, à fin avril 2018, de 1 745 pubs et restaurants (enseignes Hungry Horse, Greene King, Farmhouse Inn et Chef & Brewer) ;

- Production et vente de bières : principalement sous les marques Greene King IPA, Abbot Ale, Old Speckled Hen et Ruddles County.

## Histoire
En novembre 2014, Greene King acquiert la chaîne de pub Spirit pour 774 millions de livres.